# Telephonograph
Der Telephonograph war eine Erfindung des französischen Ingenieurs Jules Ernest Othon Kumberg aus dem Jahr 1898; es handelt sich dabei um einen sehr frühen Vorläufer des modernen Anrufbeantworters.
Der gleiche Kunstbegriff aus Telefon und Phonograph wurde kurzzeitig auch von Valdemar Poulsen in Kopenhagen für seine Erfindung des ersten funktionsfähigen Aufzeichnungsgeräts für Schall über elektromagnetische Induktion verwendet. Als er davon erfuhr, dass der gleiche Name auch von Kumberg beansprucht wurde, entschied sich der Däne für die Bezeichnung Telegraphon. Ebenso wie Poulsen verfolgte Kumberg die Idee, eine technische Lösung für das Problem zu finden, dass ein Anrufer keine Nachricht hinterlassen konnte, wenn der Angerufene mal nicht sofort erreichbar war. Im Unterschied zu Poulsen setzte er bei seinem Gerät jedoch auf die herkömmliche, schon von Thomas Alva Edison seit 1888 bekannte Technik der Aufzeichnung auf eine Walze aus Wachs. In den Vereinigten Staaten beantragte er für seinen Vorschlag am 14. August 1899 ein Patent und erhielt es sechs Wochen später am 31. Oktober 1899.
Kumbergs Erfindung konnte bei Bedarf auf die Telefonleitung zugeschaltet, aber jederzeit für den normalen Betrieb des Telefons auch wieder davon getrennt werden. Eine Automatik sollte bei einem Anruf Nachrichten aufnehmen, oder bereits aufgesprochene Nachrichten wiedergeben können. Eine geplante Variante war die Einrichtung von Aufzeichnungskomponenten auf beiden Seiten der Leitung, so dass nicht nur der Angerufene, sondern auch der Anrufer eine Wachswalze mit der Aufzeichnung seiner Nachricht als Kopie erhalten konnte.
Ein funktionsfähiges Modell wurde in London präsentiert und bei der Exchange Telegraph Company auf einer ihrer Leitungen über eine Entfernung von fünf englischen Meilen getestet. Die Londoner Tageszeitung The Times zitierte einen Versuchsteilnehmer des Telegraphenunternehmens, der erklärte, die Qualität sei mit einer normalen phonographischen Aufnahme vergleichbar. Der Redakteur des Artikels verwies auf einen großen Bedarf in kleineren Büros mit wenigen Angestellten und schlug dabei nahezu wörtlich den heute üblichen Standard-Ansagetext für Anrufbeantworter vor.
Das Gerät konnte sich jedoch nicht durchsetzen. Eine trotz gegenteiliger Angaben geringe Qualität und Lautstärke der Aufnahmen, die für ungeübte Personen zu komplizierte Bedienung, die auch schon im Zeitungsartikel eingeräumt wurde und eine hohe Fehleranfälligkeit verhinderten eine Verbreitung der Geräte. Als erster funktionsfähiger Anrufbeantworter wird daher häufig erst das 1933 produzierte „Textophon“ des Unternehmens C. Lorenz in Berlin angesehen. Dabei handelte es sich um ein Drahttongerät und damit eher einen Nachfolger des Telegraphon von Valdemar Poulsen.